# OM 디지털 솔루션스
OM 디지털 솔루션스(OM Digital Solutions Corporation, OMDS, OMデジタルソリューションズ)는 비즈니스 및 소비자용 광학 디지털 제품을 생산하는 일본의 제조업체이다. 이 회사는 2021년 1월 제조업체 올림푸스의 카메라, 오디오 레코더 및 쌍안경 제품 부문을 인수했다.

## 역사
2020년 9월 30일, 올림푸스는 금융 투자자 일본산업파트너스(JIP)와 올림푸스 이미징 사업부를 새로 설립된 올림푸스의 전액 출자 자회사로 이전하는 계약을 체결했다고 발표했다. 이 자회사의 이름은 OM 디지털 솔루션스이다. 2021년 1월 1일, OM 디지털 솔루션스의 주식 95%가 JIP의 특별히 설립된 자회사인 OJ 홀딩스로 이전되었다. 올림푸스는 나머지 5%의 소유권을 유지했다.